# 名古屋帯

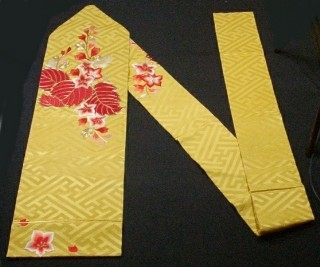
名古屋帯

名古屋帯（なごやおび）とは、日本の女帯の一種。名古屋で考案されたことに由来する。

## 概要
袋帯より長さが短く一重太鼓結びにする長さの帯で、軽く締めやすい帯である。当初は染め帯であったが、織り帯も作られるようになり、金糸銀糸を使用したものは付け下げ、色無地に合わせて準礼装に、その他のものは小紋や紬などのお洒落着に合わせる。

## 種類
以下の2つの種類に大別される。時代と共に寸法が変わっており、近年は、お太鼓の部分の仕立て上がり幅は、いずれも鯨尺8寸2分となる。寸法は、西陣織工業組合（京都）の規格。

### 九寸名古屋帯
仕立てる前の幅が鯨尺9寸なので、九寸名古屋帯と呼ばれる。未仕立ての巻物として売られており、お太鼓の部分を8寸2分幅で、残りの部分は半幅に折りたたみ、帆布や、綿の帯芯を入れて仕立てる。織りの帯と染めの帯があり、素材と色柄が豊富である。昭和50年代頃までは、胴回りの部分に帯板を入れるためのポケットをつけて仕立てられることがあった。格調の高い柄の織り帯は準礼装にも使うことができる。染め帯はお洒落用として用いる。

### 八寸名古屋帯
鯨尺8寸2分の幅で織られた地厚の織り帯で、お太鼓部分を折り返して二重にし、帯芯を入れずに両端をかがって仕立てる。綴織などの格調ある織りは準礼装に使うことができるが、一般的には紬や小紋に合わせる。袋名古屋帯や八寸帯、かがり帯など、さまざまな名前で呼ばれる。昭和初期ごろから八寸名古屋帯が使われはじめ、昭和30年代に人気となり、普及した。

## 歴史
桃山時代から江戸時代にかけて、「名護屋帯」と呼ばれる組紐帯が用いられた。
名古屋帯の創案者については、後述の通りに諸説はあるものの、1914年（大正3年）頃に名古屋の帯の仕立て職人であった杉江ぎんと杉戸重次郎らによって創案された説が有力である。『帯結び方百種』（染織美術社、1969年 1-2頁）において 、小津安二郎の監督作品での着物の衣装担当や「ミセス」などの雑誌に掲載された着物作品で知られる、染織研究家・染織プロデューサーであった浦野理一は「今日では帯の大部分を占める名古屋帯も、杉江さんの創案になるものです」と寄稿し、杉江が名古屋帯を創案したことを証している。 
『帯結び方百種』において、杉江は「創案当初には田舎帯と揶揄され、ほとんど誰にも相手にされなかったが、大正12年（1923年）の関東大震災により、人々の生活が根本から変わり、安くて締めやすい名古屋帯が注目されはじめ、戦中、戦後を経てまたたく間に広まった」と述べている。また、杉江ぎんの系譜にあたり、自身も帯職人として従事しながら、創作帯の製作販売を行う花邑 銀座店の代表を務める杉江羽音は「名古屋帯が創案されるまでの帯は豪奢なつくりのもので、贅を尽くした華美なものほど重く見られていたため、素材などの点で省コスト化を図った名古屋帯は、当初こそ受け入れられなかったが、その後のライフスタイルの変化にマッチしたことで普及した」との旨を自身のウェブサイトやメディアのインタビューなどで語っている。
上記の説に対して、名古屋女学校（現、名古屋女子大学）創始者の越原春子が考案し、名古屋の松坂屋が販売したとする説もある。春子は着用に時間のかかる丸帯や昼夜帯ではなく、軽く自分で簡単に締められる帯を考案した。1920年（大正9年）中村呉服店（現 名古屋三越）の小澤義男が春子の着用する帯に目をつけ、1924年（大正13年）から「名古屋帯」と命名して販売した。名前は当時の地名と名古屋女学校の校名にちなむ。この「名古屋帯」はあっという間に全国に広まったという。
また、飯田志よう（名古屋在住）が中部の工芸展覧会のために考案して出品したものが入賞し「文化帯」の名で普及したものが、後に名古屋帯と改められたとする説などもある。1991年に日本テレビ系列中京テレビにて、「名古屋帯は誰の発明か？」という番組が放送されたが、番組内で当時の記録などをたどっても、確実なことは不明とされた場合もあった。しかしながら、前述の通り、現存する最古の資料では杉江が名古屋帯の創案者とされてはいる。ただし、同時派生的に創案された、あるいは杉江が創案し、越原や飯田らは（名古屋帯そのものではなく、名古屋帯の結び方のバリエーションやアレンジのいくつかを考案するとともに）一般に広めたということも考えられる。また、裏付ける資料はないが、越原や飯田らが同じく名古屋内の杉江らのグループに属していた可能性も否定はできない。いずれにしても、両者ともに教育者として名古屋帯の普及に大きく寄与した人物として記憶されるべきであろう。